# Hliněná tabulka

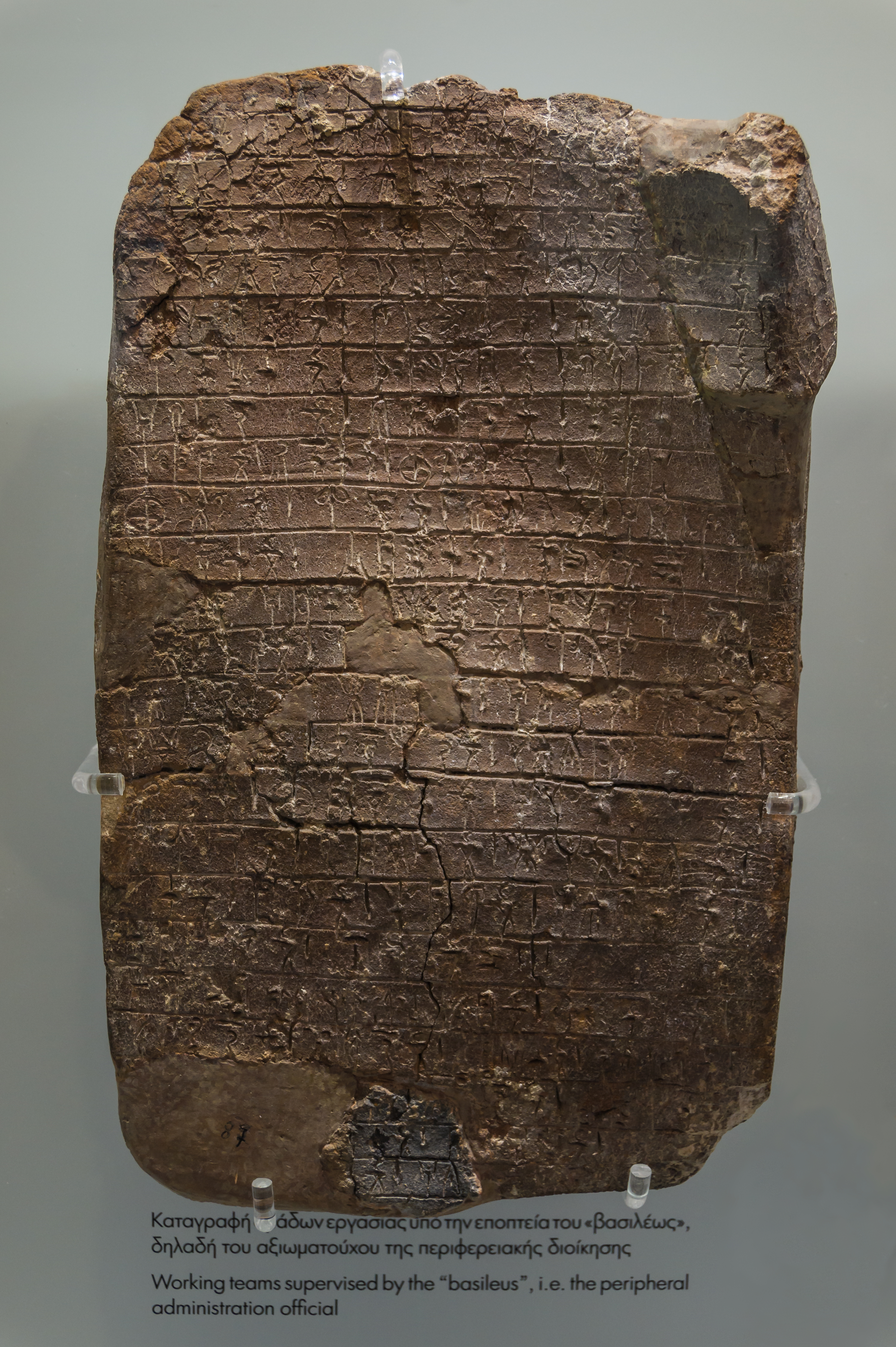
Hliněná tabulka s lineárním písmem B

Hliněná tabulka je nosič písma hojně používaný v některých oblastech ve starověku.
Jílovitá hlína byla zejména v záplavových oblastech v Mezopotámii důležitou surovinou používanou mimo jiné i pro stavební účely a předměty umělecké i denní potřeby. Na Předním východě se nejprve užívalo hliněných známek a schránek s písemnými záznamy, forma tabulek se objevuje asi od přelomu 4. a 3. tisíciletí před naším letopočtem. Tabulky byly nejčastější formou hliněného nosiče písma, ale vyskytovaly se k různým účelům i jiné tvary, jako válce, kvádry, cihly nebo hliněné hřeby zaražené zdiva. Tabulky se používaly asi do 1. století našeho letopočtu.
Tabulka se vyráběla z upravené vlhké hlíny a její velikost se řídila předpokládaným rozsahem textu od malých rozměrů až po velikost kolem 40 cm. Tabulky byly oválné, čtvercové nebo nejčastěji tvaru obdélníku. Písař držel tabulku uloženou do dřevěné formy a rákosovým, dřevěným nebo kovovým rydlem do měkké vlhké hlíny vtlačoval jednotlivé vrypy písma. Na velké tabulky se vešlo až několik set řádků textu řazeného do několika sloupců. Hotové tabulky byly sušeny na slunci, významné dokumenty vypalovány v peci. Důležité dokumenty se ukládaly v knihovnách a archivech.

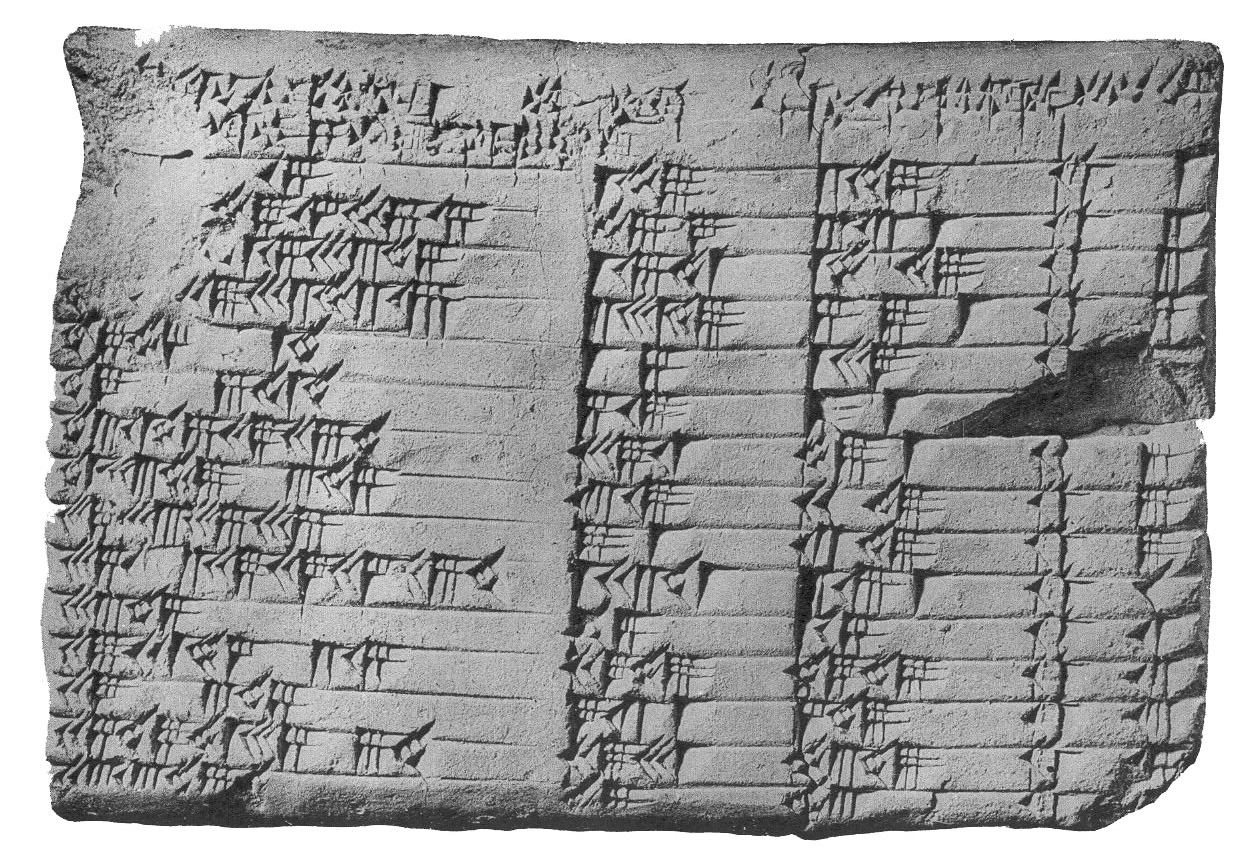
Hliněná tabulka s klínopisem

Na hliněných tabulkách na Předním východě se často používalo klínové písmo, pojmenované podle klínového tvaru vrypů, kterých bylo dosaženo charakteristicky seříznutým rákosovým pisátkem. K největším klínopisným nálezům patří Aššurbanipalova knihovna v Ninive s 24 000 tabulek. Používaly se i jiné techniky, například pro lineární písmo B v mykénském období egejské kultury, jejich významné nálezy byly objeveny v Knóssu a Pylu. Celkový počet dochovalých hliněných tabulek, které jsou významným pramenem k poznání řady starověkých civilizací, je odhadován asi na půl milionu.